# Echinacanthus lofuensis
Echinacanthus lofuensis là một loài thực vật có hoa trong họ Ô rô. Loài này được (H.Lév.) J.R.I.Wood mô tả khoa học đầu tiên năm 1994.